# Saint-Thonan
Saint-Thonan is een gemeente in het Franse departement Finistère (regio Bretagne). De plaats maakt deel uit van het arrondissement Brest. Saint-Thonan telde op 1 januari 2022 1.943 inwoners.

## Geografie
De oppervlakte van Saint-Thonan bedroeg op 1 januari 2022 11,29 vierkante kilometer; de bevolkingsdichtheid was toen 172,1 inwoners per km².

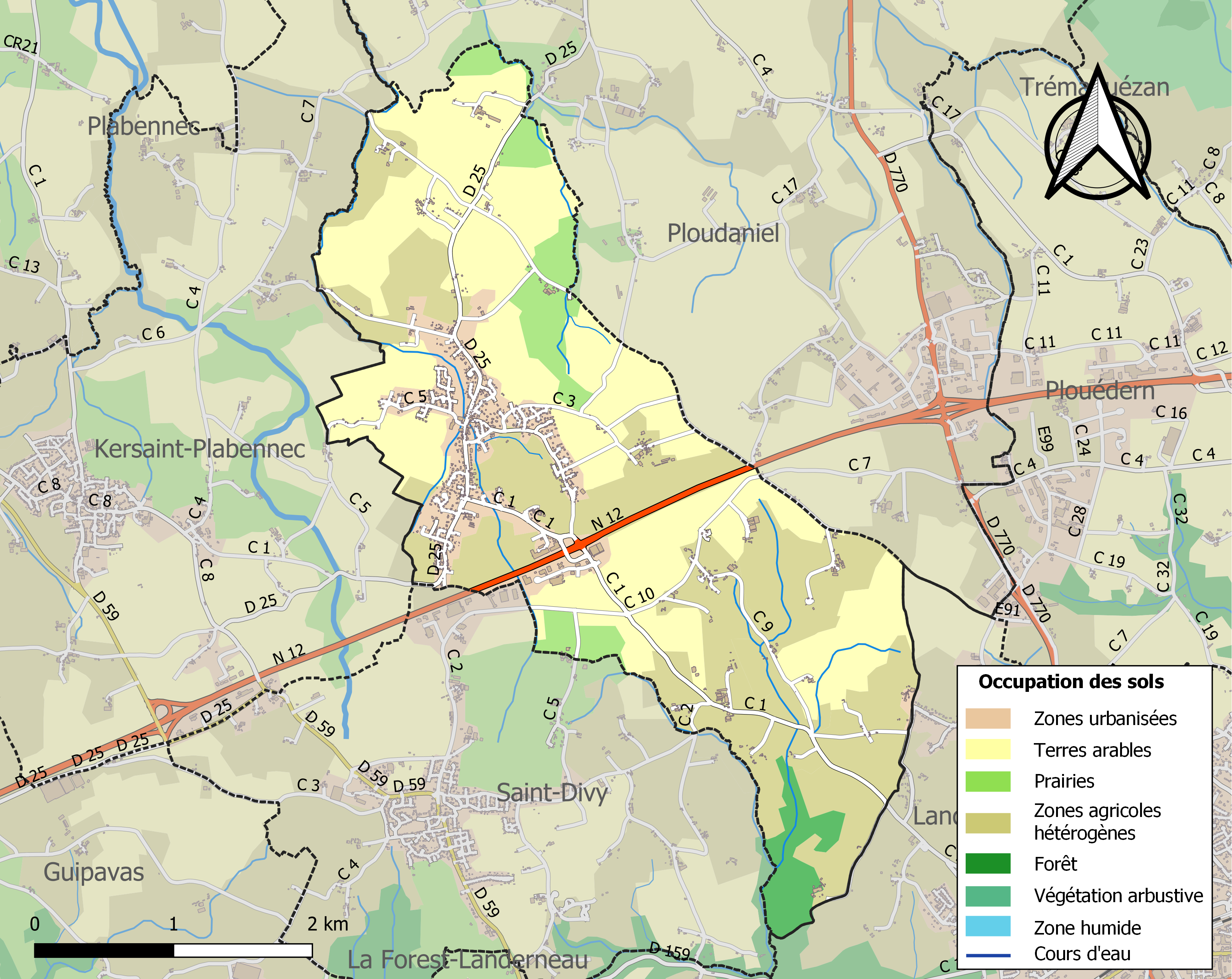
Kaart van de gemeente met belangrijkste infrastructuur, bodemgebruik en omliggende gemeenten

## Demografie
Onderstaande figuur toont het verloop van het inwonertal (bron: INSEE-tellingen).